# عبد السلام الركراكي
عبد السلام الركراكي (مواليد 1939)، هو لاعب جمباز مغربي. شارك في ثمانية أحداث في دورة الألعاب الأولمبية الصيفية لعام 1960.